# Kudanshita (métro de Tokyo)
Kudanshita (九段下駅, Kudanshita-eki) est une station du métro de Tokyo sur les lignes Hanzōmon, Tōzai et Shinjuku dans l'arrondissement de Chiyoda à Tokyo. Elle est exploitée conjointement par le Tokyo Metro et le Bureau des Transports de la Métropole de Tokyo (Toei).

## Situation sur le réseau
La station Kudanshita est située au point kilométrique (PK) 8,7 de la ligne Tōzai, au PK 6,7 de la ligne Hanzōmon et au PK 5,0 de la ligne Shinjuku.

## Histoire
La station a été inaugurée le 23 décembre 1964 comme terminus de la ligne Tōzai. La ligne Shinjuku dessert la station depuis le 16 mars 1980, et la ligne Hanzōmon depuis le 26 janvier 1989.

## Services aux voyageurs

### Accès et accueil
La station est ouverte tous les jours.
La station de la ligne Tōzai se compose de deux quais latéraux au 2e sous-sol. Les quais des lignes Shinjuku et Hanzōmon se trouvent côte à côte au 4e sous-sol.
En moyenne, 166 390 voyageurs ont fréquenté quotidiennement la station en 2015 (partie Tokyo metro).

### Desserte
- Ligne Tōzai :
  - voie 1 : direction Nishi-Funabashi (interconnexion avec la ligne Tōyō Rapid pour Tōyō-Katsutadai ou la ligne Chūō-Sōbu pour Tsudanuma)
  - voie 2 : direction Nakano (interconnexion avec la ligne Chūō-Sōbu pour Mitaka)
- Ligne Hanzōmon :
  - voie 3 : direction Shibuya (interconnexion avec la ligne Tōkyū Den-en-toshi pour Chūō-Rinkan)
  - voie 4 : direction Oshiage (interconnexion avec la ligne Tōbu Skytree pour Kuki et Minami-Kurihashi)
- Ligne Shinjuku :
  - voie 5 : direction Shinjuku (interconnexion avec la ligne nouvelle Keiō pour Hashimoto et Takaosanguchi)
  - voie 6 : direction Motoyawata

Installations de la station
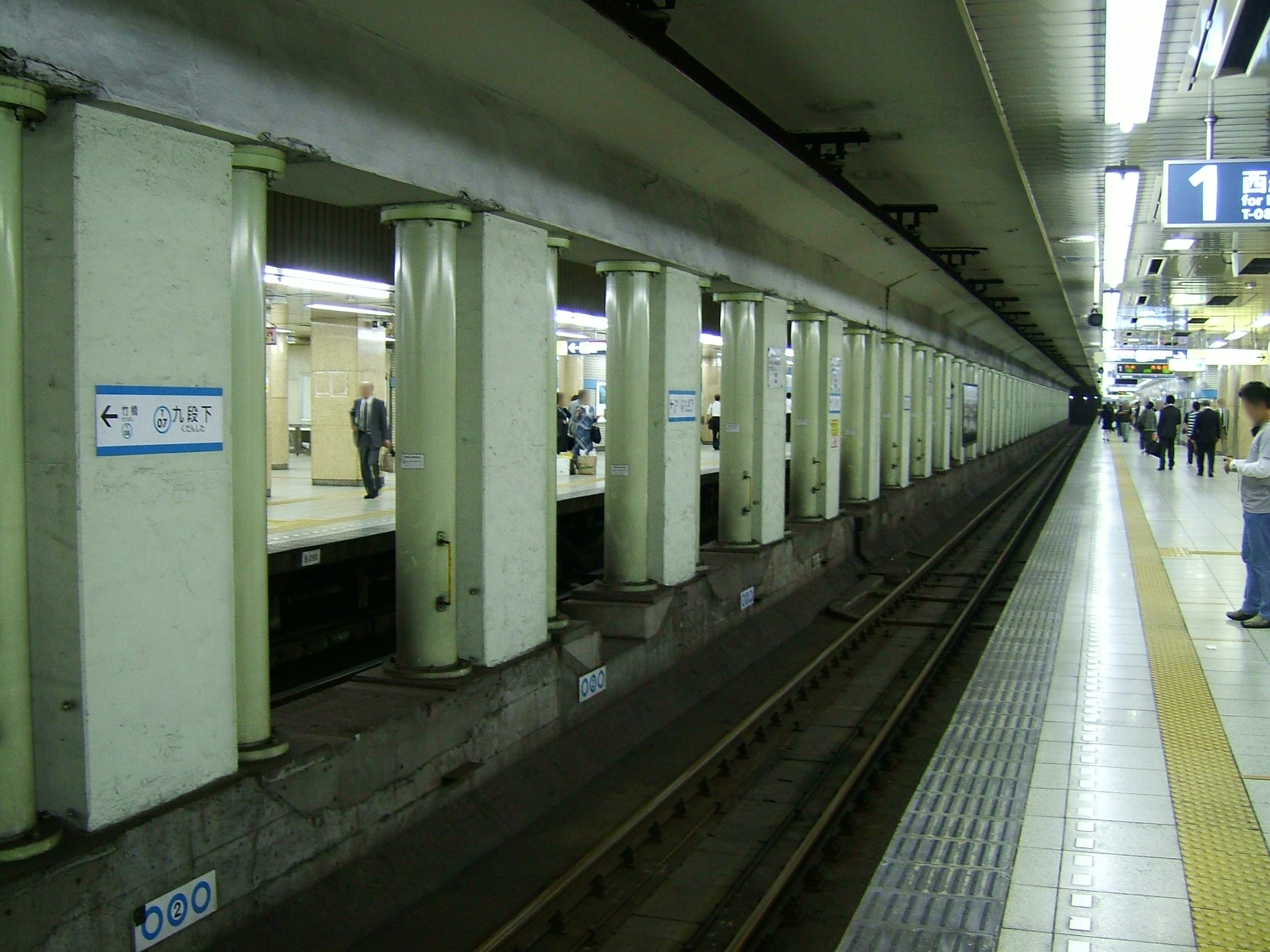
Quais de la ligne Tōzai
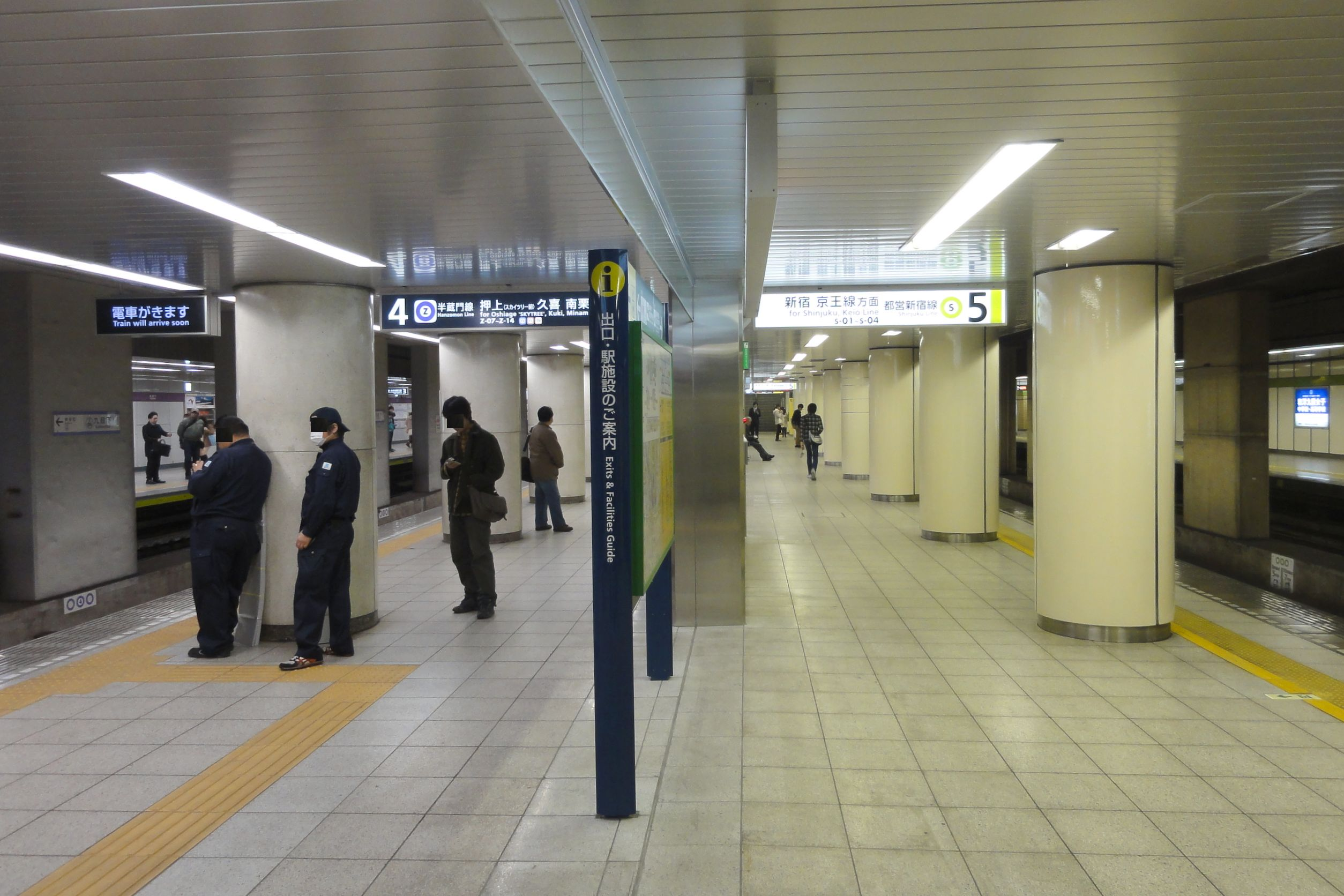
Quai commun de la ligne Shinjuku et Hanzōmon

## À proximité
- Yasukuni-jinja
- Nippon Budokan